# آداما نیان (بازیگر)
آداما نیان (فرانسوی: Adama Niane‎؛ ‏ ۲۳ اوت ۱۹۶۶ – ۲۸ ژانویهٔ ۲۰۲۳) بازیگر اهل فرانسه بود.
از فیلم‌ها یا برنامه‌های تلویزیونی که وی در آن نقش داشته‌است، می‌توان به کمیسر لسکو، لوپن، بز-موآ و ۳۵ پیک رام اشاره کرد.